# Neurocordulia
Neurocordulia é um género de libelinha da família Corduliidae.
Este género contém as seguintes espécies:
- Neurocordulia michaeli